# 四川独蒜兰
四川独蒜兰（学名：Pleione limprichtii）为兰科独蒜兰属下的一个种。生长在海拔2000-2500米、腐植质多、苔藓覆盖的岩石或岩壁上。他布于中国四川和云南、缅甸北部。此花有栽培，具有较高的园艺价值。